# Quinto Lutazio Cercone
Gaio Lutazio Cercone (... – 236 a.C.) fu un console della Repubblica romana.

## Biografia
Quinto Lutazio Cercone fu eletto console nel 241 a.C. con Aulo Manlio Torquato Attico; in quell'anno la prima guerra punica giunse ad una svolta con la vittoria romana nella battaglia delle Egadi, conseguita da Gaio Lutazio Catulo. Secondo il cronista Giovanni Zonara Quinto sarebbe fratello dello stesso Catulo, fatto che potrebbe trovare una conferma nel fatto che secondo i Fasti consulares i padri ed i nonni di entrambi avevano nome Gaio. Zonara inoltre scrive che Cercone fu inviato in Sicilia per amministrare i nuovi territori appena conquistati proprio con il fratello Catulo.
Al termine della guerra con Cartagine, iniziò la rivolta dei Falisci contro Roma, anche se i motivi non sono stati chiariti. Per domare la ribellione vennero inviate le armate di entrambi i consoli, i quali riuscirono a sedarla in soli sei giorni. Alla fine metà del territorio dei Falisci fu loro tolto e le loro città principali conquistate. Per questi successi a Cercone e ad Attico, l'altro console, fu concesso l'onore del trionfo.
In seguito Cercone fu censore nel 236 a.C. con Lucio Cornelio Lentulo Caudino; morì quello stesso anno.